# China Mobile
A China Mobile Communications Corporation Kína legnagyobb mobilszolgáltatója. Az előfizetők száma szerint világelső,  bevétel szerint második a Vodafone után (aminek 3,3%-os tulajdonrésze van a China Mobile-ban).
A kínai vállalatnak kb. 300 millió (2006) előfizetője van, ez minden hónapban 4 millióval növekszik. 2005-ben a China Mobile-nak 5,48 milliárd euró nyeresége volt, és a 2008-as pekingi olimpia hivatalos támogatója.

## Szolgáltatások
A cég a következő célcsoportoknak nyújt következő szolgáltatásokat.
- Go Tone (Kínaiul: 全球通, Hanyu Pinyin: Quánqiútōng) a vezető termék. Ez egy utólag fizetett szolgáltatás, a cég szerint a „módosabb embereknek”. Ez Kína legnagyobb mobilszolgáltatási ága
- Easyown (Kínaiul: 神州行, Hanyu Pinyin: Shénzhōuxíng) a cég másik legnagyobb szolgáltatása, előre fizetett („feltöltőkártyás”). A forgalmazási szokások régiónként változnak. Például Sanghajban az ügyfelek a Go Tone rendszerhez is hozzáfér(het)nek.[4]
- M-zone célja a demográfia. A legnépszerűbb szolgáltatás az egyetemisták körében.[5]

## Fordítás
- Ez a szócikk részben vagy egészben  a   China Mobile című angol Wikipédia-szócikk fordításán alapul.  Az eredeti cikk szerkesztőit annak laptörténete sorolja fel. Ez a jelzés csupán a megfogalmazás eredetét és a szerzői jogokat jelzi, nem szolgál a cikkben szereplő információk forrásmegjelöléseként.